# کروم عرب
کروم عرب (به عربی: کروم عرب) یک منطقهٔ مسکونی در لبنان است که در شهرستان عکار واقع شده‌است. کروم عرب ۰٫۵۷ کیلومتر مربع مساحت و ۳۶۹ نفر جمعیت دارد.